# ESO 452-SC11
ESO 452-SC11 (również UKS 2) – gromada kulista znajdująca się w kierunku konstelacji Skorpiona w odległości 27,1 tys. lat świetlnych od Ziemi. Została odkryta w 1982 roku przez Laubertsa. Gromada ta znajduje się w odległości około 6800 lat świetlnych od jądra Drogi Mlecznej.